# Coleura seychellensis
Coleura seychellensis је сисар из реда слепих мишева (Chiroptera).

## Угроженост
Ова врста је крајње угрожена и у великој опасности од изумирања.

## Распрострањење
Ареал врсте је ограничен на једну државу. 
Сејшели су једино познато природно станиште врсте.

## Станиште
Станиште врсте су шуме.